# State of Origin 2007
Die State of Origin Series 2007 waren die 28. Ausgabe des Rugby-League-Turniers State of Origin. Es bestand aus drei Spielen, die zwischen dem 23. Mai und dem 4. Juli stattfanden. Queensland gewann die Series 2-1.

## Spiel 1
| 23. Mai 20:00 | Queensland Maroons | 25 : 18        | New South Wales Blues                                                              | Suncorp Stadium, Brisbane Zuschauer: 52.498 Schiedsrichter: Paul Simpkins |
| 23. Mai 20:00 | Versuche: Inglis 3. erh., 50. erh. Price 58. erh. Lockyer 61. erh. Erhöhungen: Thurston (4/4) Dropgoals: Thurston 70. | (6:18) Bericht | Versuche: Hindmarsh 10. erh. Cooper 20. erh. Hayne 40. erh. Erhöhungen: Lyon (3/3) | Suncorp Stadium, Brisbane Zuschauer: 52.498 Schiedsrichter: Paul Simpkins |

| 1                  | Karmichael Hunt    |
| 2                  | Brent Tate         |
| 3                  | Steve Bell         |
| 4                  | Justin Hodges      |
| 5                  | Greg Inglis        |
| 6                  | Darren Lockyer     |
| 7                  | Johnathan Thurston |
| 8                  | Steve Price        |
| 9                  | Cameron Smith      |
| 10                 | Petero Civoniceva  |
| 11                 | Tonie Carroll      |
| 12                 | Nate Myles         |
| 13                 | Dallas Johnson     |
| Auswechselspieler: |                    |
| 14                 | Shaun Berrigan     |
| 15                 | Jacob Lillyman     |
| 16                 | Neville Costigan   |
| 17                 | Antonio Kaufusi    |

| 1                  | Anthony Minichiello |
| 2                  | Matt King           |
| 3                  | Jamie Lyon          |
| 4                  | Matt Cooper         |
| 5                  | Jarryd Hayne        |
| 6                  | Braith Anasta       |
| 7                  | Jarrod Mullen       |
| 8                  | Brett White         |
| 9                  | Danny Buderus       |
| 10                 | Brent Kite          |
| 11                 | Willie Mason        |
| 12                 | Nathan Hindmarsh    |
| 13                 | Andrew Ryan         |
| Auswechselspieler: |                     |
| 14                 | Luke Bailey         |
| 15                 | Steve Simpson       |
| 16                 | Anthony Tupou       |
| 17                 | Kurt Gidley         |

## Spiel 2
| 13. Juni 20:00 | New South Wales Blues                    | 6 : 10        | Queensland Maroons                                | Telstra Stadium, Sydney Zuschauer: 76.924 Schiedsrichter: Shayne Hayne |
| 13. Juni 20:00 | Versuche: Stewart Erhöhungen: Lyon (1/1) | (6:6) Bericht | Versuche: Inglis, Bell Erhöhungen: Thurston (1/2) | Telstra Stadium, Sydney Zuschauer: 76.924 Schiedsrichter: Shayne Hayne |

| 1                  | Brett Stewart    |
| 2                  | Matt King        |
| 3                  | Jamie Lyon       |
| 4                  | Matt Cooper      |
| 5                  | Jarryd Hayne     |
| 6                  | Braith Anasta    |
| 7                  | Brett Kimmorley  |
| 8                  | Brent Kite       |
| 9                  | Danny Buderus    |
| 10                 | Willie Mason     |
| 11                 | Nathan Hindmarsh |
| 12                 | Steve Simpson    |
| 13                 | Andrew Ryan      |
| Auswechselspieler: |                  |
| 14                 | Brett White      |
| 15                 | Luke Bailey      |
| 16                 | Ryan Hoffman     |
| 17                 | Greg Bird        |

| 1                  | Karmichael Hunt    |
| 2                  | Brent Tate         |
| 3                  | Steve Bell         |
| 4                  | Justin Hodges      |
| 5                  | Greg Inglis        |
| 6                  | Darren Lockyer     |
| 7                  | Johnathan Thurston |
| 8                  | Steve Price        |
| 9                  | Cameron Smith      |
| 10                 | Petero Civoniceva  |
| 11                 | Tonie Carroll      |
| 12                 | Carl Webb          |
| 13                 | Dallas Johnson     |
| Auswechselspieler: |                    |
| 14                 | Shaun Berrigan     |
| 15                 | Jacob Lillyman     |
| 16                 | Nate Myles         |
| 17                 | Neville Costigan   |

## Spiel 3
| 4. Juli 20:00 | Queensland Maroons          | 4 : 18        | New South Wales Blues                                                               | Suncorp Stadium, Brisbane Zuschauer: 52.469 Schiedsrichter: Paul Simpkins |
| 4. Juli 20:00 | Versuche: Hodges 26. n.erh. | (4:6) Bericht | Versuche: Hayne 21. erh. King 73. erh. El Masri 79. erh. Erhöhungen: El Masri (3/3) | Suncorp Stadium, Brisbane Zuschauer: 52.469 Schiedsrichter: Paul Simpkins |

| 1                  | Karmichael Hunt    |
| 2                  | Brent Tate         |
| 3                  | Steve Bell         |
| 4                  | Justin Hodges      |
| 5                  | Greg Inglis        |
| 6                  | Darren Lockyer     |
| 7                  | Johnathan Thurston |
| 8                  | Steve Price        |
| 9                  | Cameron Smith      |
| 10                 | Petero Civoniceva  |
| 11                 | Tonie Carroll      |
| 12                 | Carl Webb          |
| 13                 | Dallas Johnson     |
| Auswechselspieler: |                    |
| 14                 | Shaun Berrigan     |
| 15                 | Nate Myles         |
| 16                 | Matthew Bowen      |
| 17                 | Dane Carlaw        |

| 1                  | Brett Stewart    |
| 2                  | Hazem El Masri   |
| 3                  | Matt King        |
| 4                  | Matt Cooper      |
| 5                  | Jarryd Hayne     |
| 6                  | Greg Bird        |
| 7                  | Brett Kimmorley  |
| 8                  | Brent Kite       |
| 9                  | Danny Buderus    |
| 10                 | Willie Mason     |
| 11                 | Nathan Hindmarsh |
| 12                 | Andrew Ryan      |
| 13                 | Paul Gallen      |
| Auswechselspieler: |                  |
| 14                 | Luke Bailey      |
| 15                 | Steve Simpson    |
| 16                 | Ryan Hoffman     |
| 17                 | Kurt Gidley      |

## Man of the Match
| Spiel | Man of the Match   |
| ----- | ------------------ |
| 1     | Johnathan Thurston |
| 2     | Cameron Smith      |
| 3     | Greg Bird          |